# 紀伊日置站
紀伊日置站（日语：／ Kii hiki eki */?）是位於和歌山縣東牟婁郡白濱町矢田，屬於西日本旅客鐵道（JR西日本）的紀勢本線（紀國線）車站。此站為白濱站日置川地區唯一的鐵路車站，距離地區中心約2至3公里。

## 歷史

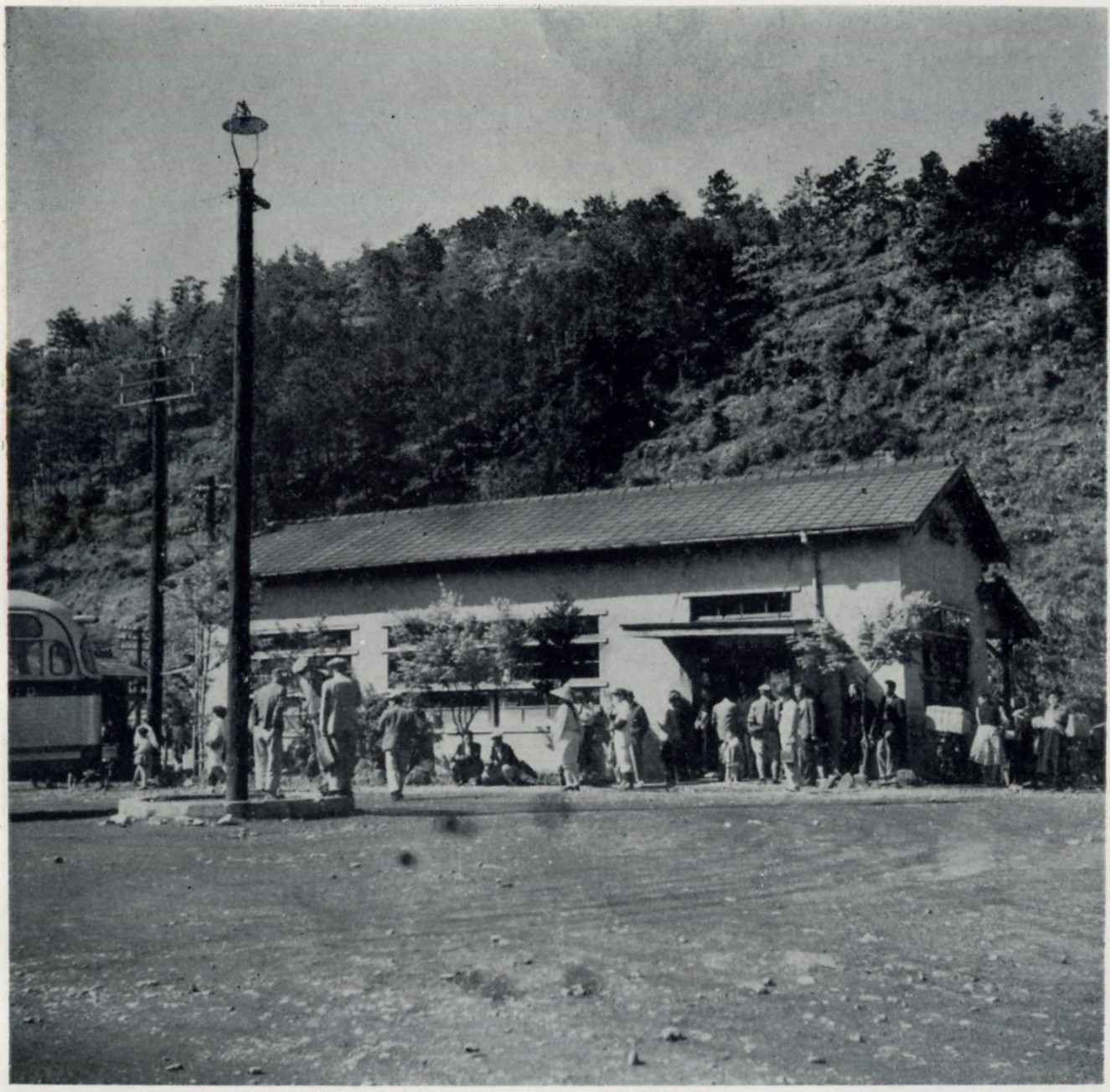
1954年(昭和29年)的紀伊日置站

- 1936年（昭和11年）10月30日 - 國鐵紀勢西線紀伊椿站（現時為椿站）至周參見站之間開通，此站啟用[1]。
- 1959年（昭和34年）7月15日 - 三木里站至新鹿站之間開通，同時路線改名為紀勢本線[1]。
- 1985年（昭和60年）3月14日 - 成為無人車站。
- 1987年（昭和62年）4月1日 - 伴隨國鐵分割民營化，車站由西日本旅客鐵道（JR西日本）營運[1]。

## 車站構造
本站位於地面車站，設有2面2線的相對式月台，可進行列車交會。月台之間設有跨線橋連接。另外也有側線，以作停泊維護路軌車輛。站房位於下行月台側，月台與站房之間則設有數級樓梯。
此站的站房為古老木造建築物。天花板與周邊車站的大樓為高，還有一個窗戶作收集自然光。現時還設有售票櫃臺（但已停用）。本站是由紀伊田邊站管理的無人車站，站內沒有設置自動售票機和乘車站證明票發票機。車站旁設有廁所。

### 月台
| 月台 | 路線   | 方向                 |
| ---- | ------ | -------------------- |
| 1    | 紀國線 | 串本、新宮方向       |
| 2    | 紀國線 | 紀伊田邊、和歌山方向 |

- 以上的路線名是使用旅客資訊上的名稱（愛稱）。

## 使用狀況
以下列出近年1日平均乘車人次。
| 年度   | 一日平均 乘車人次 |
| ------ | ----------------- |
| 1998年 | 223               |
| 1999年 | 214               |
| 2000年 | 189               |
| 2001年 | 147               |
| 2002年 | 137               |
| 2003年 | 132               |
| 2004年 | 125               |
| 2005年 | 119               |
| 2006年 | 106               |
| 2007年 | 99                |
| 2008年 | 93                |
| 2009年 | 102               |
| 2010年 | 88                |
| 2011年 | 86                |
| 2012年 | 78                |
| 2013年 | 86                |
| 2014年 | 90                |
| 2015年 | 94                |
| 2016年 | 85                |
| 2017年 | 79                |

雖然是日置川地區唯一的鐵路車站，但是由於車站距離地區中心，因此使用人次較少。此站主要乘客，為前往鄰近田邊市的高等學校學生。

## 車站周邊
如前述，此站距離日置川地區中心有一段距離，因此在地區中心設有的士和定期運行的巴士（明光巴士）前往車站前。
車站前設有狹窄和簡易的站前廣場（迴旋路），設有巴士和的士站。在列車到達時段，許多私家車在此站等待乘客（大部分為學生與其監護人）。
- 日置川（日语：日置川）
- 白濱警署日置站前駐在所
- 白濱町立安宅小學

以下距離車站2至3公里。
- 白濱町政廳日置川事務所（前日置川町（日语：日置川町）政廳）
- 白濱町立日置小學
- 白濱町立日置中學
- 日置川郵局
- JA紀南（日语：JA紀南）日置分所
- 紀陽銀行（日语：紀陽銀行）日置分店
- OKUWA（日语：オークワ）日置店
- KOMERI（日语：コメリ）Hard & Green日置川店

## 相鄰車站
西日本旅客鐵道
 紀國線（紀勢本線）
周參見－紀伊日置－椿

## 注腳
1. 1 2 3 4  曾根悟（監修）. 朝日新聞出版分冊百科編集部（編集） , 编. . 朝日百科週刊. 25號 紀勢本線、參宮線、名松線. 朝日新聞出版. 2010-01-10: 18–21.
2. ↑  『和歌山縣統計年鑑』及『和歌山縣公共交通機關等資料集』

## 外部連結
- 紀伊日置｜車站資訊：JR出門網 - 西日本旅客鐵道